# Toby Ulm
Toby Ulm (ur. 19 maja 1989) – brytyjski lekkoatleta specjalizujący się w biegach płotkarskich.
Największy sukces w karierze odniósł w 2007 r. w Hengelo, zdobywając na mistrzostwach Europy juniorów brązowy medal w biegu na 400 metrów przez płotki (uzyskany czas: 50,99).
Złoty medalista mistrzostw Wielkiej Brytanii juniorów w biegu na 400 m ppł (2006).
Rekord życiowy w biegu na 400 m ppł – 50,23 (30 maja 2009, Greensboro).